# Soul Cake
Soul Cake è una canzone di Sting, pubblicata come unico singolo estratto dall'album If on a Winter's Night... nell'ottobre del 2009. Si tratta di una ballata arricchita da elementi acustici.
L'argomento della canzone riguarda la tradizione prettamente britannica di preparare il cosiddetto Soul Cake (o Pan dei Morti) a novembre: i "ricchi" lasciano fuori della porta dei cesti con questo tipo di dolce, i poveri passano ed in cambio del cibo fanno un canto di preghiera a Dio.
Più precisamente, la Soul Cake è una piccola torta rotonda generalmente riempita con noce moscata, cannella o altre spezie dolci, uvetta o ribes. La tradizione ha origine in Irlanda e Gran Bretagna durante il Medioevo, ma si è propagata con qualche variazione anche fino al Sud Italia. Le torte, spesso chiamate ANIME, erano consegnate ai soulers, ovvero i bambini che andavano di porta in porta il giorno di Ognissanti cantando e dicendo preghiere per i defunti. Ogni torta mangiata rappresentava un'anima che veniva liberata dal Purgatorio.
Il brano è diventato nei primi giorni dopo l'uscita uno dei 30 singoli più trasmessi nelle radio italiane.

## Classifiche

### Classifiche settimanali
| Classifica (2009) | Posizione massima |
| ----------------- | ----------------- |
| Belgio (Vallonia) | 40                |
| Italia            | 30                |
| Polonia           | 2                 |

### Classifiche di fine anno
| Classifica (2009) | Posizione |
| ----------------- | --------- |
| Polonia           | 57        |